# Alan Autry
Carlos Alan Autry (Shreveport, 31 luglio 1952) è un ex giocatore di football americano, attore e politico statunitense.
Durante la sua breve carriera nel football era conosciuto come Carlos Brown. Nel 2000 è stato eletto Sindaco di Fresno, California, servendo per due mandati, fino al gennaio 2009.

## Carriera nel football
Alle scuole superiori, Autry fu una stella come quarterback per i Riverdale Cowboys. Ricevette una borsa di studio sportiva per la University of the Pacific a Stockton, California, dove giocò come tight end nel suo ultimo anno per i Tigers. Nel Draft NFL 1975 fu scelto dai Green Bay Packers dove nel 1976 partì come quarterback titolare in tre partite. La carriera di Autry nel football finì presto dopo che fu svincolato dall'allenatore Bart Starr. In seguito intraprese una carriera da attore a Hollywood.

### Statistiche
| Partite totali    | 26   |
| Yard passate      | 396  |
| Touchdown         | 3    |
| Intercetti subiti | 6    |
| Passer rating     | 35,0 |

## Carriera nel cinema
Autry ha fatto il suo debutto cinematografico nel film del 1978 Ricorda il mio nome. Ha incontrato suo padre, Carl Autry Sr., per la prima volta nel 1981, mentre si trovava a Shreveport per il film I guerrieri della palude silenziosa, dopo aver trovato il nome di Carl nell'elenco telefonico. Successivamente, ha preso la decisione di tornare al suo cognome di nascita di Autry. Durante i suoi anni di recitazione, secondo un'intervista con The 700 Club di Pat Robertson nel 2007, ha lottato con l'uso di droghe e alcol.

## Vita privata
Dopo nove anni a Hollywood, Autry è tornato a casa e ha lasciato la sua carriera. "Mi sono reso conto che Dio si era mosso nella mia vita come mai prima d'ora. Ho davvero capito cosa fosse Dio e il potere di Gesù Cristo", ha detto su The 700 Club. Nel 1986 divorziò e divenne un cristiano rinato e iniziò a dedicare gran parte del suo tempo a lavorare con cause di beneficenza. È sposato con la sua seconda moglie, Kimberlee Autry; la coppia ha tre figli.

## Filmografia

### Attore

#### Cinema
come Alan Autry
- La notte assassina (Roadhouse 66), regia di John Mark Robinson (1984)
- Chi più spende... più guadagna! (Brewster's Millions), regia di Walter Hill (1985)
- L'aquila e l'orso (The Eagle and the Bear), regia di Lee H. Katzin (1985)
- Non giocate con il cactus (O.C. and Stiggs), regia di Robert Altman (1985)
- A distanza ravvicinata (At Close Range), regia di James Foley (1986)
- Blue de Ville, regia di Jim Johnston (1986)
- Chi è sepolto in quella casa? (House), regia di Steve Miner (1986)
- Nomads, regia di John McTiernan (1986)
- Gli angeli dell'odio (World Gone Wild), regia di Lee H. Katzin (1987)
- La protesta del silenzio (Amazing Grace and Chuck), regia di Mike Newell (1987)
- Proud Men, regia di Billy Graham (1987)

come Carlos Brown
- Ricorda il mio nome (Remember My Name), regia di Alan Rudolph (1978)
- I mastini del Dallas (North Dallas Forty), regia di Ted Kotcheff (1979)
- Popeye - Braccio di Ferro (Popeye), regia di Robert Altman (1980)
- I guerrieri della palude silenziosa (Southern Comfort), regia di Walter Hill (1981)

#### Televisione
- Hello, Larry - serie TV, episodio 1x03 (1979)
- Furia! (Rage!), regia di William A. Graham – film TV (1980)
- Hazzard (The Dukes of Hazzard) – serie TV, 2 episodi (1981-1984)
- Il meglio del west (Best of the West) – serie TV, 1 episodio (1982)
- Sette spose per sette fratelli (Seven Brides for Seven Brothers) - serie TV, 1 episodio (1982)
- Amicizia pericolosa (Dangerous Company), regia di Lamont Johnson – film TV (1982)
- A-Team (The A-Team) - serie TV, 2 episodi (1983-1986)
- Cin Cin (Cheers) - serie TV, episodio 1x16 (1983)
- Mississippi (The Mississippi) - serie TV, 1 episodio (1983)
- Hunter – serie TV, episodio 1x10 (1984)
- A cuore aperto (St. Elsewhere) – serie TV, episodio 4x19 (1986)
- Bravo Dick (Newhart) – serie TV, episodio 4x18 (1986)
- Destination America, regia di Corey Allen - film TV (1987)
- L'albero delle mele (The Facts of Life) - serie TV, episodio 9x14 (1988)
- L'ispettore Tibbs (In the Heat of the Night) – serie TV, 146 episodi (1988-1995)
- Street of Dreams, regia di William A. Graham - film TV (1988)
- Terremoto a Los Angeles (The Big One: The Great Los Angeles Earthquake), regia di Larry Elikann – film TV (1990)
- Intruders, regia di Dan Curtis - film TV (1992)
- Grace Under Fire – serie TV, 25 episodi (1995-1996)
- Questione di stile (Style and Substance) - serie TV, 13 episodi (1998)
- Sons of Thunder - serie TV, 6 episodi (1999)
- La leggenda di Jake Kincaid (The Legend of Jake Kincaid), regia di Alan Autry – film TV (2002)
- Forgiven, regia di Alan Autry – film TV (2011)
- Victory by Subission, regia di Alan Autry – film TV (2016)

## Doppiatori italiani
Nelle versioni in italiano delle opere in cui ha recitato, Alan Autry è stato doppiato da:
- Fabrizio Pucci ne L'ispettore Tibbs
- Luca Biagini in 9-1-1: Lone Star